# František Vláčil
František Vláčil (* 19. Februar 1924 in Český Těšín; † 28. Januar 1999 in Prag) war ein tschechischer Regisseur.
Vláčil studierte Kunstgeschichte an der Masaryk-Universität in Brünn. Sein Hauptwerk, der historische Film Marketa Lazarová (1967) nach Vladislav Vančura gilt als ein Höhepunkt des tschechischen Kinos.
Er liegt am Friedhof Malvazinky begraben.

## Filmografie
- 1959: Die weiße Taube / Die Taube (Bílá holubice/Holubice)
- 1961: Die Teufelsfalle (Ďáblova past)
- 1967: Marketa Lazarová
- 1967: Das Tal der Bienen (Údolí včel)
- 1969: Adelheid
- 1973: Die Geschichte von der silbernen Tanne (Pověst o stříbrné jedli)
- 1976: Der Rauch des Kartoffelfeuers (Dým bramborové natě)
- 1977: Schatten eines heißen Sommers (Stíny horkého léta)
- 1979: Koncert na konci léta
- 1981: Schlangengift (Hadí jed)
- 1983: Der Hirtenjunge aus dem Tal (Pasáček z doliny)
- 1984: Stín kapradiny
- 1987: Mág